# Jerzy Gorzelik
Jerzy Zdzisław Gorzelik (* 25. října 1971 Zabrze) je polský politik a historik umění.
Od roku 2003 stojí v čele Hnutí autonomie Slezska.